# Begraafplaats van Aubigny-en-Artois
De gemeentelijke begraafplaats van Aubigny-en-Artois ligt ten het zuiden van het dorpscentrum van Aubigny-en-Artois in het Franse departement Pas-de-Calais.

## Aubigny Communal Cemetery Extension
Aansluitend aan de oorspronkelijke begraafplaats is een extensie aangelegd die dient als militaire begraafplaats waarvan de graven worden onderhouden door de Commonwealth War Graves Commission.
De begraafplaats telt 3067 geïdentificeerde graven waarvan 2771 Gemenebest graven uit de Eerste Wereldoorlog, 289 overige graven uit de Eerste Wereldoorlog en 7 Gemenebest-graven uit de Tweede Wereldoorlog.